# مرز آلمان–هلند

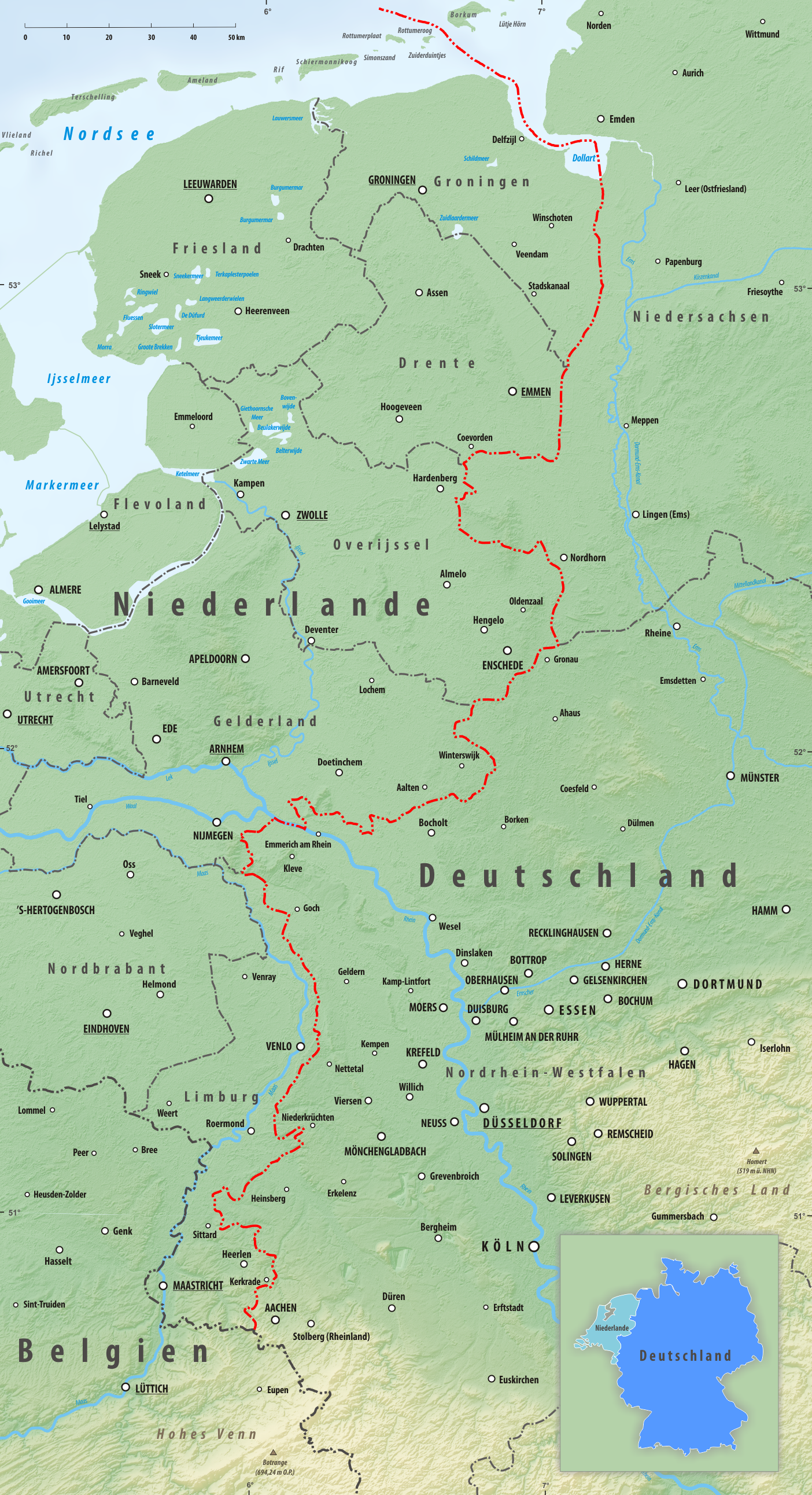
مرز آلمان–هلند

اختلاف مرزی کشورهای آلمان و هلند

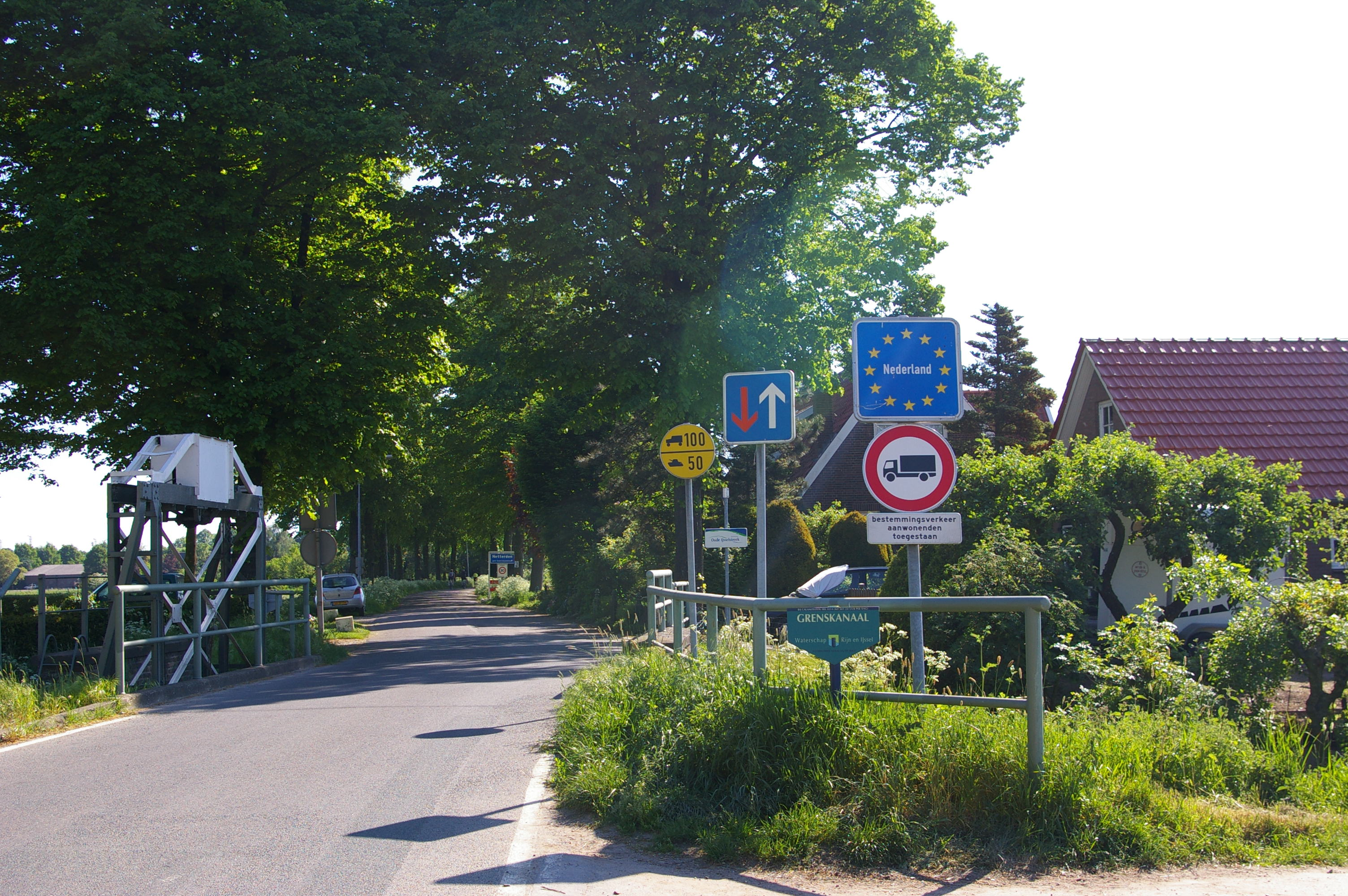
عبور مرزها در نتردن

خط مرزی آلمان–هلند (انگلیسی: Germany–Netherlands border) نام سرحد و حاشیهٔ بین دو کشور آلمان و هلند به فاصلهٔ ۵۷۰ کیلومتر (۳۵۰ مایل؛ شامل رودها و چشمه‌های مرزی) می‌باشد که این دو کشور را از یکدیگر جدا می‌کند. مرز بین این دو کشور یکی از معروف‌ترین مرزهایی است که تنها بر روی نقشه قابل مشاهده است و در واقعیت، از مرزهای بدون حصار دنیاست.
استان‌های سمت کشور هلند (به‌ترتیب از شمال) عبارت‌اند از: خرونینگن، درنته، افریسل، خلدرلاند و لیمبورخ و ایالات سمت کشور آلمان به‌ترتیب نیدرزاکسن و نوردراین-وستفالن می‌باشند.

## مسیر
مرز بین این دو کشور از کرانهٔ ساحل و خلیج دالرت (بخشی از مدخل و دهانهٔ رودخانهٔ امس) آغاز می‌شود و سپس، با چندین کیلومتر انحراف و فراز و نشیب به چند رودخانهٔ کوچک می‌ریزد و در نهایت برای ۸ کیلومتر (۵ مایل) به رود راین می‌ریزد تا به سمت جنوب برود.
پس از آن، این مسیر پس از عبور ۱۰۰ کیلومتر (۶۲ مایل) به درهٔ موز می‌رسد و پس از گذشت مسیری کوتاه به رود موز می‌رسد و با گذشتن از این دره، به آخرین بخش‌های مرزی بین آلمان، بلژیک و هلند می‌رسد که در ۳ کیلومتری آخن قرار دارد.
مرز بین این دو کشور نسبتاً نامنظم است و تقریباً به اندازهٔ ۵۷۰ کیلومتر (۳۵۰ مایل) طول دارد؛ اگرچه فاصلهٔ مستقیم بین محل انتهایی رود (والس‌برگ) و محل ابتدایی آن (دلارت) ۲۸۸ کیلومتر (۱۷۹ مایل) است.